# Спортивна гімнастика на Літній універсіаді 2013
Змагання зі спортивної гімнастики на XXVII Всесвітньої літній Універсіаді пройшли з 7 по 10 липня 2013 року у Казані, Росія. Всього буде розіграно 14 комплектів нагород.

## Загальний медальний залік
| Місце  | Країна         | Золото | Срібло | Бронза | Загалом |
| ------ | -------------- | ------ | ------ | ------ | ------- |
| 1      | Росія          | 10     | 6      | 3      | 19      |
| 2      | Японія         | 1      | 2      | 2      | 5       |
| 3      | Німеччина      | 0      | 2      | 3      | 5       |
| 4      | Україна        | 0      | 1      | 5      | 6       |
| 5      | Китай          | 1      | 0      | 0      | 1       |
| 6      | Південна Корея | 1      | 0      | 0      | 1       |
| 7      | Бразилія       | 1      | 0      | 0      | 1       |
| 8      | КНДР           | 1      | 0      | 0      | 1       |
| 9      | Мексика        | 0      | 2      | 0      | 2       |
| 10     | Канада         | 0      | 1      | 1      | 2       |
| Усього | Усього         | 15     | 14     | 14     | 43      |

## Медалісти

### Чоловіки
| Дисципліна         | Золото                                                                                           | Срібло                                                                                       | Бронза                                                                                      |
| ------------------ | ------------------------------------------------------------------------------------------------ | -------------------------------------------------------------------------------------------- | ------------------------------------------------------------------------------------------- |
| Командна першість  | Росія (RUS) · Денис Аблязін · Давид Белявський · Емін Гаріб · Микита Ігнатьєв · Микола Куксенков | Україна (UKR) · Петро Пахнюк · Максим Семянків · Олег Верняєв · Олег Степко · Ігор Радівілов | Японія (JPN) · Хірокі Ішікава · Риохей Като · Шого Нономура · Юсуке Танака · Чіхіро Йошиока |
| Абсолютна першість | Микола Куксенков · Росія (RUS)                                                                   | Фабіан Гамбюхен · Німеччина (GER)                                                            | Давид Белявський · Росія (RUS)                                                              |
| Абсолютна першість | Микола Куксенков · Росія (RUS)                                                                   | Фабіан Гамбюхен · Німеччина (GER)                                                            | Олег Верняєв · Україна (UKR)                                                                |
|                    |                                                                                                  |                                                                                              |                                                                                             |
| Вільні вправи      | Риохей Като · Японія (JPN)                                                                       | Фабіан Гамбюхен · Німеччина (GER)                                                            | Давид Белявський · Росія (RUS)                                                              |
| Кінь               | Микола Куксенков · Росія (RUS)                                                                   | Даніель Корраль Баррон · Мексика (MEX)                                                       | Олег Степко · Україна (UKR)                                                                 |
| Кільця             | Артур Набаррете Дзанетті · Бразилія (BRA)                                                        | Денис Аблязін · Росія (RUS)                                                                  | Ігор Радівілов · Україна (UKR)                                                              |
| Опорний стрибок    | Ян Хак Сеон · Південна Корея (KOR)                                                               | Денис Аблязін · Росія (RUS)                                                                  | Ігор Радівілов · Україна (UKR)                                                              |
| Паралельні бруси   | Емін Гарібов · Росія (RUS)                                                                       | Давид Белявський · Росія (RUS)                                                               | Олег Верняєв · Україна (UKR)                                                                |
| Перекладина        | Емін Гарібов · Росія (RUS)                                                                       | Юсуке Танака · Японія (JPN)                                                                  | Риохей Като · Японія (JPN)                                                                  |

### Жінки
| Командна першість  | Росія (RUS) · Ксенія Афанасьєва · Ганна Дементьєва · Алія Мустафіна · Тетяна Набієва · Марія Пасіка | Японія (JPN) · Ю Мінобе · Мідзухо Нагаї · Сакура Нода · Аріса Томінага · Сідзука Тодзава | Німеччина (GER) · Кім Буй · Ліза Гілл · Піа Толле · Аннабель Гельцер |  |  |  |
| Абсолютна першість | Алія Мустафіна · Росія (RUS)                                                                        | Ксенія Афанасьєва · Росія (RUS)                                                          | Кім Буй · Німеччина (GER)                                            |  |  |  |
|                    | |                                                                                          |                                                                      |  |  |  |
| Опорний стрибок    | Хон Унчон · Північна Корея (PRK)                                                                    | Не присуджувалась                                                                        | Марія Пасєка · Росія (RUS)                                           |  |  |  |
| Опорний стрибок    | Ксенія Афанасьєва · Росія (RUS)                                                                     | Не присуджувалась                                                                        | Марія Пасєка · Росія (RUS)                                           |  |  |  |
| Різновисокі бруси  | Алія Мустафіна · Росія (RUS)                                                                        | Тетяна Набієва · Росія (RUS)                                                             | Ліза Катаріна Гілл · Німеччина (GER)                                 |  |  |  |
| Колода             | Чжан Еліньцзи · Китай (CHN)                                                                         | Алія Мустафіна · Росія (RUS)                                                             | Елізабет Блек · Канада (CAN)                                         |  |  |  |
| Вільні вправи      | Ксенія Афанасьєва · Росія (RUS)                                                                     | Елізабет Блек · Канада (CAN)                                                             | Не присуджувалась                                                    |  |  |  |
| Вільні вправи      | Ксенія Афанасьєва · Росія (RUS)                                                                     | Ельза Гарсія · Мексика (MEX)                                                             | Не присуджувалась                                                    |  |  |  |

## Спортивні об'єкти
| Центр гімнастики |
| ---------------- |
|                  |